# هیلزبورو (تنسی)
هیلزبورو(به انگلیسی: Hillsboro) شهری در ایالت تنسی کشور ایالات متحده آمریکا است که جمعیت آن در سرشماری سال ۲۰۱۰ میلادی، ۴۵۰ نفر بوده‌است.